# Arsania

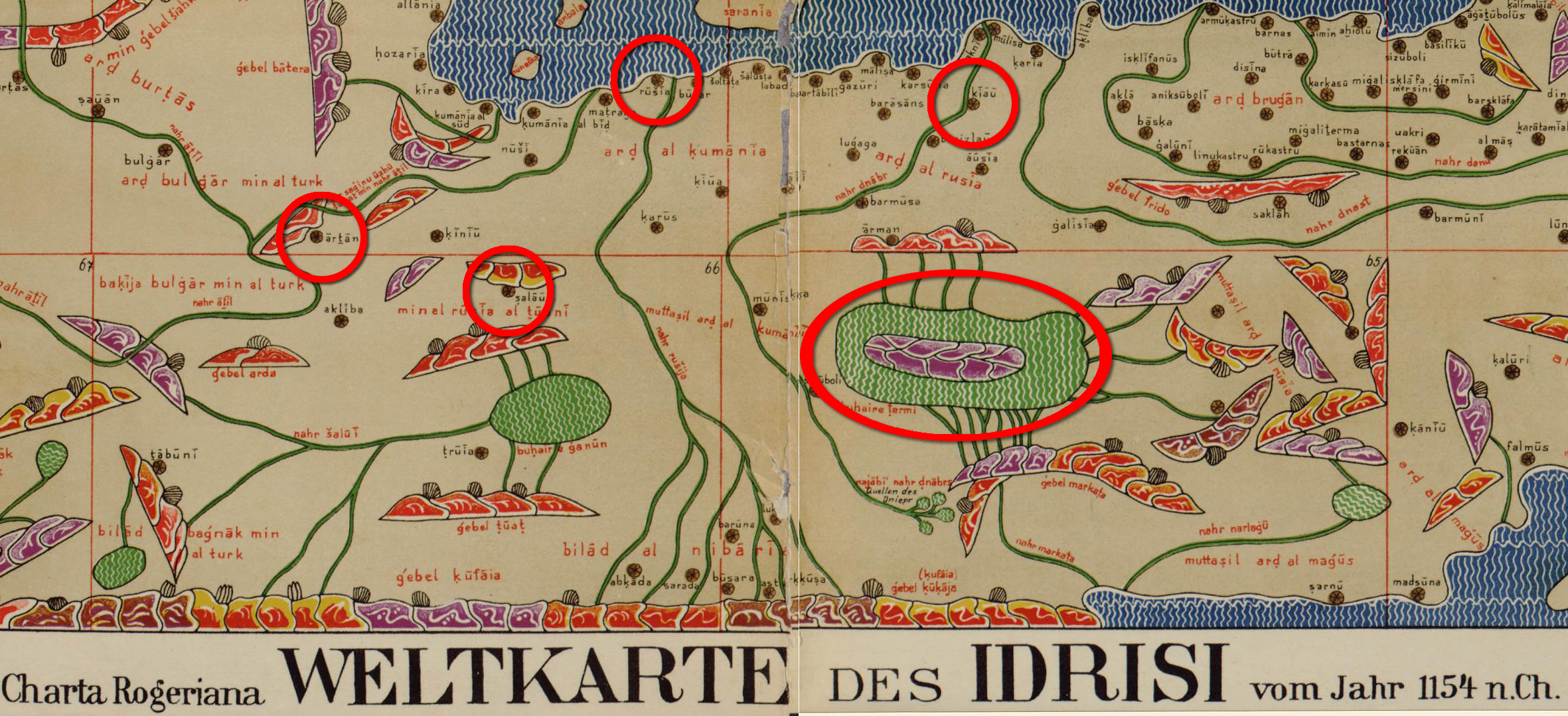
Mapa antiguo de un sector de Rus.

Arsania (en árabe: ارثانية‎, romanizado: ’Arṯāniya, en ruso: Арcания, en ucraniano: Артанія, en bielorruso: Артанія) fue uno de los tres estados de los rus o saqaliba (primeros eslavos orientales) con el centro en Artha descrito en un libro perdido de Abu Zayd al-Balkhi (que data de ca. 920) y mencionado en obras de algunos de sus seguidores (Ibn Hawqal, Al-Istajri, Hudud al-Alam). Los otros dos centros eran Slaviya (en árabe: ارثانية‎, romanizado: Ṣ(a)lāwiya), que está identificado con la tierra de eslavos de Nóvgorod que desemboca en el kanato de Rus'; y Kuyaba (en árabe: كويابة‎, romanizado: Kūyāba), generalmente identificado con el rus de Kiev.
Ibn Hawqal afirma que nadie ha visitado nunca Arsania porque los lugareños matan a todos los extranjeros que intentan penetrar en su tierra. Están involucrados en el comercio con Kuyaba, vendiendo pieles de marta, plomo y una cantidad pequeña de esclavos.
Los historiadores modernos no han podido precisar la ubicación de Arsania. Una línea de argumentación lingüística lleva a algunos historiadores a lugares tan lejanos como el Cabo Arkona en el Mar Báltico, la tierra de los erzia (un grupo étnico de la nación mordoviana en la actual república de Mordovia, Rusia) y el castro de Plisnesk en el curso alto del río Bug Occidental. George Vernadsky localizó Arsania en la península de Tamán (donde se encuentra el yacimiento arqueológico de Tmutarakan), mientras que Vladímir Minorski conectó Arsania con Riazán. Nunca se ha producido ninguna confirmación arqueológica de estas especulaciones lingüísticas.
La historiografía rusa moderna tiende a identificar Arsania con la tierra de los meria que sirve a la ruta comercial del Volga. La evidencia arqueológica apunta a Sarskoye Gorodishche y Timeriovo como sus principales centros. Se desconoce el nombre nativo de cualquiera de los dos pueblos; cualquiera de los dos puede haber sido llamado Arsa en un dialecto nativo. 